# Цзиньшань и Западное озеро
«Цзиньшань и Западное озеро» (яп. 金山西湖図屏風) (правая часть иногда упоминается как отдельное произведение Вид на Западное озеро) — роспись по шестистворчатой ширме японского художника Кано Санраку, мастера школы живописи Кано. Работа выполнена при помощи туши, красок, золота и бумаги. Произведение находится в собрании Метрополитен-музея в Нью-Йорке.
Несмотря на то, что обе части ширмы визуально объединены изображением гор и островов среди воды и тумана, созданного при помощи золотого порошка, на них изображены две отдельные, географически разделённые локации восточного Китая. На правой части ширмы изображён остров Цзиньшань, расположенный посреди реки Янцзы, недалеко от города Чжэньцзян в южной провинции Цзянсу. Художник попытался добавить на роспись множество мостов, дорог и троп, где пересекаются люди из всех слоёв общества.
На левой части ширмы изображено Западное озеро, находящееся в 150 милях к югу от города Ханчжоу. Стены и ворота этого города художник изобразил на переднем плане в левом углу. В районе Западного озера было построено множество буддийских монастырей и мест поклонения (некоторые из них можно найти на росписи ширмы), поэтому оно привлекало множество пилигримов. Также там проживали многие поэты, учёные и люди искусства. Западное озеро часто появлялось на произведениях художников из Южной Сун. Кано Санраку добавил на роспись иконографические десять видов Западного озера, становившиеся мотивом китайской поэзии и живописи XII—XIII веков. Среди японских произведений искусства до Кано Санраку, наиболее известным был вертикальный свиток, приписывавшийся Сэссю, позже выяснилось, что автором был его ученик Сюгэцу. Известно, что Сэссю совершил путешествие к Западному озеру, тогда как японские художники периодов Муромати и Эдо могли создавать свои работы базируясь исключительно на произведениях своих предшественников либо на иллюстрациях из книг. Лишь немногие изображения Западного озера японскими художниками содержат в себе десять видов.
На обеих частях росписи — от правой части к левой — отображена смена времён года от весны до зимы. Обе части ширмы объединены использованием золота при создании тумана, воды и частей фона. Золото позволяет смягчить композиционный переход от одного вида к другому.
Судя по печатям художника, стоящим на ширме, она была создана около 1630 года. В то время Кано Санраку работал над росписями в монастыре Мёсиндзи в Киото вместе со своим приёмным сыном Кано Сансэцу.